# Калугарени (Сучава)
Калугарени (рум. Călugăreni) насеље је у Румунији у округу Сучава у општини Аданката. Oпштина се налази на надморској висини од 304 m.

## Становништво
Према подацима из 2002. године у насељу је живело 718 становника, од којих су сви румунске националности.